# Davisův průliv

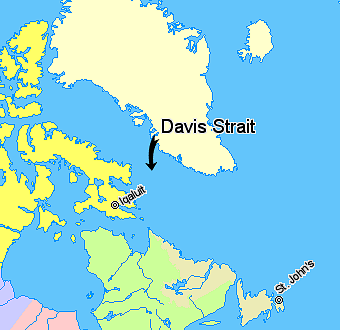
Poloha Davisova průlivu

Davisův průliv, zvaný též Davisova úžina (anglicky Davis Strait, francouzsky Détroit de Davis, dánsky Davisstrædet), se nachází mezi Grónskem a Baffinovým ostrovem v Atlantském oceánu.
Na severu sousedí s Baffinovým zálivem v Severním ledovém oceánu, pomyslnou hranicí je 70. rovnoběžka. Východní hranici tvoří západní pobřeží Grónska. Na jihu sousedí s Labradorským mořem, jižní hranice je dána 60. rovnoběžkou spojující jih Grónska s Labradorem. Západní hranici tvoří východní pobřeží Baffinova ostrova a spojnice mysu East Bluff s mysem Chidley na Labradoru.
Průliv nese jméno po anglickém průzkumníkovi Johnu Davisovi (1550–1605), který oblast prozkoumával při hledání Severozápadní cesty.